# آلریس
آلریس (انگلیسی: Aleris) شرکت آلومینیوم آمریکایی است، که در سال ۲۰۰۴ تأسیس شد.